# Ахмерово (Аургазинский район)
Ахмерово (баш. Әхмәр) — деревня в Ишлинском сельсовете Аургазинского района Республики Башкортостан.
С 2005 современный статус.

## Географическое положение
Расстояние до:
- районного центра (Толбазы): 25 км,
- центра сельсовета (Ишлы): 6 км,
- ближайшей ж/д станции (Белое Озеро): 51 км.

В 1 км севернее деревни расположена гипсовая карстовая пещера Ахмеровский провал.

## История
Название происходит от  .
Статус деревня село получило согласно Закону Республики Башкортостан от 20 июля 2005 года N 211-з «О внесении изменений в административно-территориальное устройство Республики Башкортостан в связи с образованием, объединением, упразднением и изменением статуса населенных пунктов, переносом административных центров», ст.1:

6. Изменить статус следующих населенных пунктов, установив тип поселения - деревня:
 
5)  в Аургазинском районе:…

е) села Ахмерово Ишлинского сельсовета
По четвертой ревизии 1782 года в деревне проживали тептяри.

## Население
| 2002 | 2009 | 2010 |
| ---- | ---- | ---- |
| 91   | ↘75  | ↘67  |

Национальный состав
Согласно переписи 2002 года, преобладающая национальность — татары (89 %).

## Известные жители
- Каримов, Тагирьян Шакирович (1912—1978) — композитор, Заслуженный деятель искусств Башкирской АССР.
- Шагабутдинов, Филарет Хадиевич (род. 1947) — Заслуженный художник Республики Башкортостан.